# Avenida Brasil (Belo Horizonte)
Avenida Brasil é uma importante avenida de Belo Horizonte, que liga a Praça Floriano Peixoto, em Santa Efigênia à Praça da Liberdade, no bairro Funcionários.
A avenida se estende por 16 quarteirões e foi inaugurada na fundação da cidade em 1897. Chegou a ter temporariamente o nome de Avenida Floriano Peixoto, antes do segundo presidente do Brasil nomear a praça onde a avenida se inicia. Até o final da década de 1970, era um corredor residencial, para desde então as casas darem espaços a prédios comerciais. Em 2016 havia na Avenida Brasil 725 estabelecimentos comerciais em mais de 190 segmentos da economia.